# Otto Schily
Otto Georg Schily, född 20 juli 1932 i Bochum, är en tysk politiker (SPD, tidigare die Grünen) och jurist. Han var Tysklands inrikesminister 1998–2005.
Schily var under 1970-talet advokat åt Röda armé-fraktionen. Under 1980-talet var han med och grundade det tyska miljöpartiet die Grünen. I förbundsdagen har Schily suttit för die Grünen och SPD.

## Biografi
Otto Schily växte upp i en antroposoffamilj. Schily växte upp i Bochum och från krigsslutet i Garmisch-Partenkirchen. Efter studenten studerade han rättsvetenskap och statsvetenskap vid universiteten i München, Hamburg och Berlin och avlade en juridisk examen 1962. Sedan 1963 är han advokat. Under studietiden engagerade sig Schily politiskt och stod nära det socialistiska studentförbundet SDS. Under den här perioden lärde han känna Rudi Dutschke och Horst Mahler.
Å 1971 var han försvarare för Horst Mahler som stod Röda armé-fraktionen nära. Åren 1975–1977 var han försvarare åt RAF-terroristen Gudrun Ensslin vid Stammheimprocessen. Schily tvivlade på det kollektiva självmord som Ensslin, Andreas Baader och Jan-Carl Raspe ska ha begått natten den 18 oktober 1977 och ansåg istället att staten var skyldig till deras död. Schily var med vid obduktionen av Baader, Raspe och Ensslin den 19 oktober 1977.
År 1980 var Schily med och grundade Die Grünen och var partiets kandidat för Västberlins parlament under den alternativa listan Alternative Liste für Demokratie und Umweltschutz. År 1983 valdes han in i förbundsdagen och var med i de grönas förbundsdagsfraktion. Tillsammans med Marieluise Beck och Petra Kelly var han fram till 1984 partiets språkrör. Schily tillhörde partiets så kallade "Realo", realpolitiker som var öppna för en koalition med SPD. På grund av den rotationsprincip som de gröna använde sig av vid den här tiden lämnade han förbundsdagen i mars 1986. År 1987 kom han tillbaka till förbundsdagen. Sedan Schily misslyckats med sin kandidatur för att komma med i de grönas partistyrelse lämnade han de gröna och sin förbundsdagsplats den 2 november 1989. Schily blev istället medlem i SPD.
Den 2 december 1990 blev han invald i förbundsdagen för SPD. Åren 1993–1994 var Schily ordförande för Förbundsdagens utskott för Treuhandanstalt. Åren 1994–1998 var han ställföreträdande ordförande för SPD:s förbundsdagsfraktion. Den 27 oktober 1998 blev han inrikesminister då SPD tillsammans med die Grünen tog över regeringsstyret. Schily var som inrikesminister ansvarig för de skärpningar av lagar och förordningar som gjordes efter 11 september-attackerna 2001. Schily skapade två säkerhetspaket (Sicherheitspakete). År 2001 misslyckades Schily att förbjuda högerextrema NPD sedan hans förslag inte godkänts av Bundesverfassungsgericht.
Den 22 november 2005 lämnade han sin post som inrikesminister, sedan SPD och CDU/CSU efter nyvalet gått in i en stor koalition och skapat en ny regering.